# Zespół zamknięcia

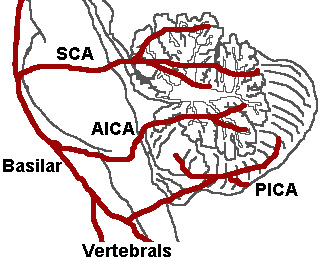
Zespół zamknięcia może być spowodowany udarem niedokrwiennym w obrębie unaczynienia przez tętnicę podstawną, który skutkuje niedokrwiennym uszkodzeniem mostu.

Zespół zamknięcia (ang. locked-in syndrome) – stan, w którym pacjent jest w pełni przytomny i świadomy, lecz nie jest w stanie poruszać się z powodu całkowitego paraliżu niemalże wszystkich mięśni szkieletowych. Jest to skutek uszkodzenia w obrębie pnia mózgu, w którym doszło do zniszczenia brzusznej części mostu. Ze względu na dyskoordynację oddychania z napięciem strun głosowych wydawanie jakichkolwiek dźwięków jest niemożliwe. Jedyną możliwością porozumiewania się przez chorego jest mruganie powiekami oraz poruszanie oczami, ponieważ zdolność do wykonywania tych ruchów pozostaje zachowana. Poza tym nie dochodzi do uszkodzenia zdolności myślenia ani kojarzenia, bo w przeciwieństwie do stanu wegetatywnego, wyższe struktury mózgowia pozostają w pełni sprawne.

## Przyczyny zespołu zamknięcia
- uraz mózgowia
- choroby układu krążenia
- przedawkowanie leków
- zniszczenie komórek nerwowych, a w szczególności ich osłonek mielinowych spowodowane mielinozą środkową mostu powstałą na skutek szybkiego wyrównania hiponatremii
- udar krwotoczny lub niedokrwienny z powodu zamknięcia przepływu w tętnicy podstawnej mózgu

## Leczenie
Nie istnieje uniwersalne ani przyczynowe leczenie zespołu zamknięcia. Próbowano stosować stymulację mięśni za pomocą elektrod (NMES) w celu przyspieszenia ich regeneracji. Leczenie przyczynowe opiera się na pomocy choremu w komunikowaniu się ze światem. Rokowanie nie jest pomyślne – 90% chorych umiera w ciągu pierwszych 4 miesięcy od momentu uszkodzenia pnia mózgu. Niezmiernie rzadko zdarza się powrót zdolności motorycznych mięśni.